# Центральний Лондон
51°30′26″ пн. ш. 0°07′39″ сх. д. / 51.5073° пн. ш. 0.12755° сх. д.
Термін Центральний Лондон стосується центральних районів Лондона. 
Хоча центр міста знаходиться на Чарінг-кросс, немає такого точного визначення центральної території, яка називається Центральний Лондон, але є набір визначень, що мають спільне визначення Центрального Лондона як підмножини «Внутрішнього Лондона».
Центральний Лондон можна розділити на три частини:
- Сіті, історичне серце Лондона;
- Вест-Енд, великий терен Вестмінстера;
- Саут-Банк, район на південному березі річки Темзи.